# Dättlikon
Dättlikon es una comuna suiza del cantón de Zúrich, situada en el distrito de Winterthur. Limita al norte con la comuna de Buch am Irchel, al este con Neftenbach, al sur con Pfungen y Embrach, y al oeste con Freienstein-Teufen.

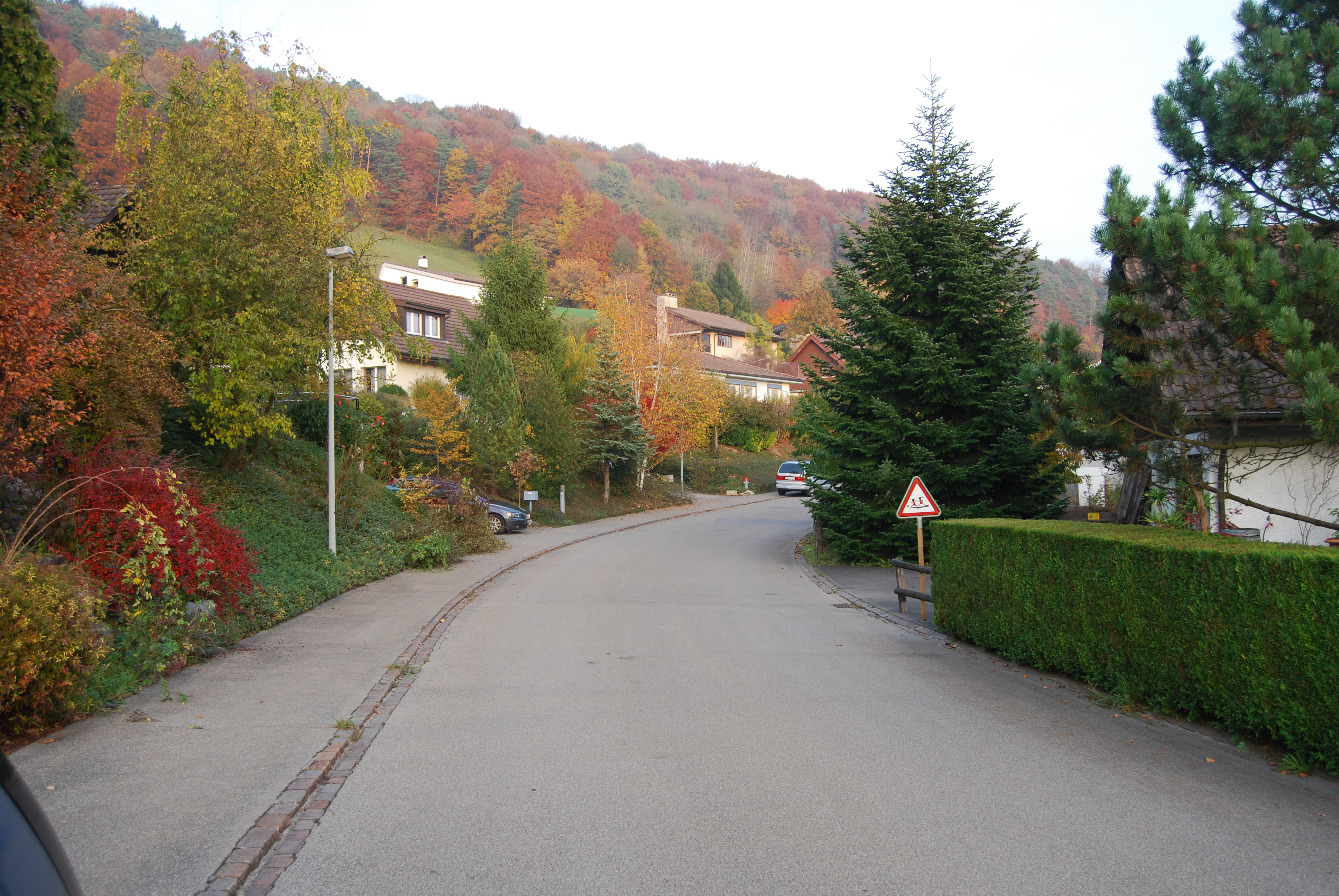
Dättlikon